# Žukovac
Žukovac (cyr. Жуковац) – wieś w Serbii, w okręgu zajeczarskim, w gminie Knjaževac. W 2011 roku liczyła 63 mieszkańców.